# 格诺鲍德 (三世纪)
格诺鲍德（英語：Genobaud，生卒年不详），也被称为根诺鲍德斯（Gennobaudes）或格纳鲍德（Genebaud），是3世纪的一位法兰克小国王。格诺鲍德于287年—289年在位，是已知最古老的法兰克国王。

## 法兰克的形成
法兰克是一个日耳曼民族部落。形成在三世纪上半叶，以应对阿勒曼尼部落的形成。在241年，法兰克人第一次入侵，可能是查特，被奥勒良击败。法兰克战死700人，有300人被俘并被卖为奴隶。

## 简介
人们对格诺鲍德知之甚少。日耳曼人对今天的特里尔地区的袭击引发了罗马人的反攻，这场反攻发生在公元287年至289年间，当时的罗马皇帝是马克西米利安。马克西米安多次越过莱茵河与袭击者对抗。在段记载中，提到了格诺鲍德的屈服。他与罗马签订了条约，承认了罗马的霸权。作为回报，他被罗马人承认为小国王。
在289年的颂词中，只提到了格诺鲍德的臣服。然而，在291年的赞美诗中，法兰克第一次被同时代的罗马人提到。291年的颂词中的描述与之前对格诺鲍德的描述非常吻合，这就是他被认为是法兰克国王的原因。虽然他也可能是查马维的领导人，但目前还不确定。

与四世纪的法兰克领袖格诺鲍德的联系尚不能证明，但不排除这种可能。
| 前任： ? | 法兰克国王 | 继任： ? |